# Атанасије Јунгић
Атанасије Таса Јунгић (Бања Лука, 12. март 1858 — Бања Лука, 24. мај 1912) био је српски национални радник и учитељ. Основао је прву српску црквено-школску општину у Македонији. Турске власти му нису дале дозволу да оснује српску школу у Битољу.

## Ране године
Рођен је 12. марта 1858. у Бањој Луци, где је завршио основну школу. У Београду је завршио богословију, а похађао је и филозофију на Великој школи. Учествовао је у устанку у Босни, као и у Српско-турским ратовима (1876—1878). Организовао је одлазак ученика богословије у Босну. Након Бањалучке афере 1888. морао је да побегне из Босне у Србију. Од српских власти тражио је место учитеља.

## Одлазак у Битољ
Друштво Светог Саве послало га је да у Битољу отвори српску школу 1889. Иако је био турски држављанин турске власти му нису одобриле отварање школе. Ипак почетком 1890. заједно са Србима из Битоља основао је прву српску црквено-школску општину у Македонији. Није се слагао са српским конзулом у Битољу Димитријем Бодијем, који га је сматрао кривим, јер није основана школа. Са друге стране бугарска егзархија га је тужакала турским властима због српске пропаганде, па је 1890. накратко био протеран из Битоља и одведен у Скопље, али брзо су га пустили.

## Протеривање
Отишао је 1890. у Цариград, где је био у контакту са српским конзулом Стојаном Новаковићем, који му је наредио да оде да буде учитељ у Косовском вилајету. Међутим на молбу становника Битоља српска влада се сложила да се врати 1891. у Битољ. Међутим ни тада није добио дозволу за отварање школе, а поткрај 1891. турске власти су га протерале у Босну. Отада је живео у Босни и Херцеговини, где је и умро у душевној болници. Био је пријатељ Глигора Соколовића и наговорио га је да пређе са бугарске на српску страну.